# Dolní Věstonice
Dolní Věstonice (in tedesco Unter Wisternitz) è un comune della Repubblica Ceca facente parte del distretto di Břeclav, in Moravia Meridionale.

## Monumenti e luoghi di interesse

### Siti archeologici
È noto come per l'omonimo sito archeologico dove sono stati rinvenuti reperti ceramici pre-neolitici (in particolare statuine femminili steatopigie) risalenti a circa 20.000 anni fa.
Secondo gli studi dell'Astroarcheologo Giulio Magli, il sito archeologico diretto dal Dottore Karel Absolon, nelle migliaia di statue di terracotta trovate a partire dal 1990, conferma la tesi della "vocazione artistica" del genere Umano, già 24.000 anni fa. Nel sito si sono trovate "una fabbrica di ceramiche di 26.000 anni fa, comprendenti due fornaci per cottura ad alta temperatura.